# Essingeöarna
Essingeöarna är en ögrupp bestående av två öar, Stora Essingen och Lilla Essingen, i Mälaren sydväst om Kungsholmen i Stockholm. På äldre kartor heter ögruppen även Stora Hessingen och Lilla Hessingen.
Öarna var före 1916 en del av Bromma socken och inkorporerades då med denna till Stockholms stad. De kvarstod som en del av Bromma församling ända till 1955, då en egen församling bildades. Essinge församling uppgick dock år 2014 i Västermalms församling. Lilla Essingen erhöll broförbindelse med Kungsholmen 1907. Mellan Lilla och Stora Essingen byggdes den första bron, som var en flottbro, 1917. År 1966 öppnades Essingeleden över öarna. Alviksbron (en gång-, cykel- och spårvägsbro) togs i bruk år 2000.

## Historiska kartor

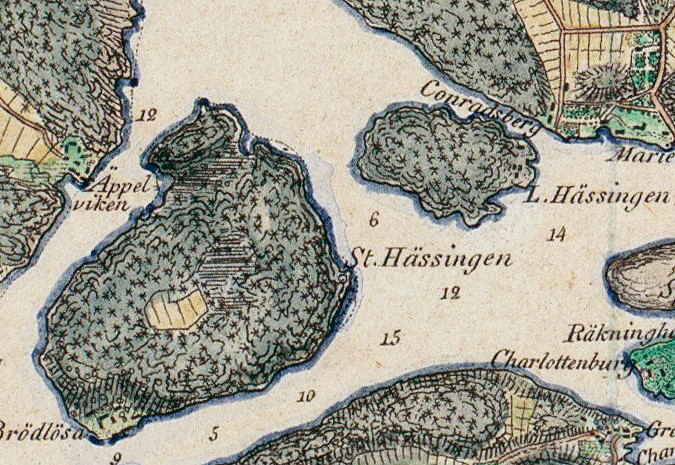
Stora och Lilla Hässingen, 1817.
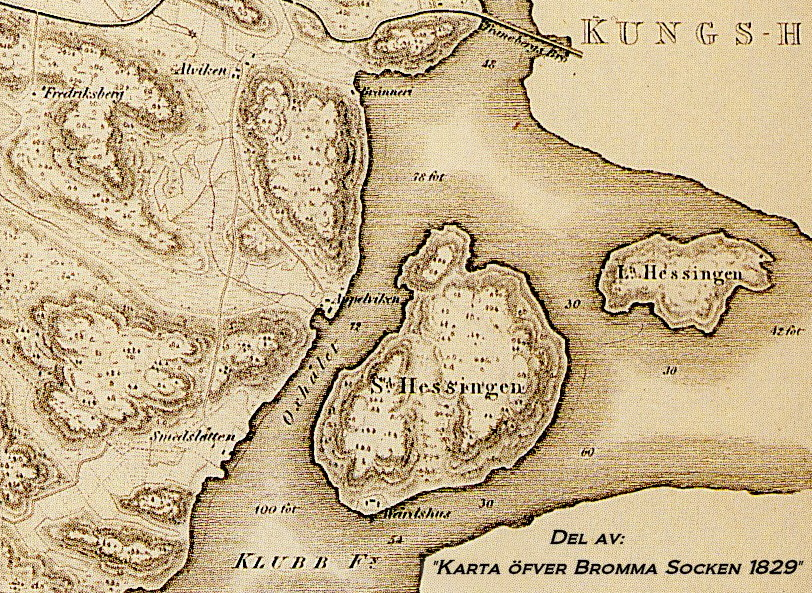
Stora och Lilla Hessingen, 1829.
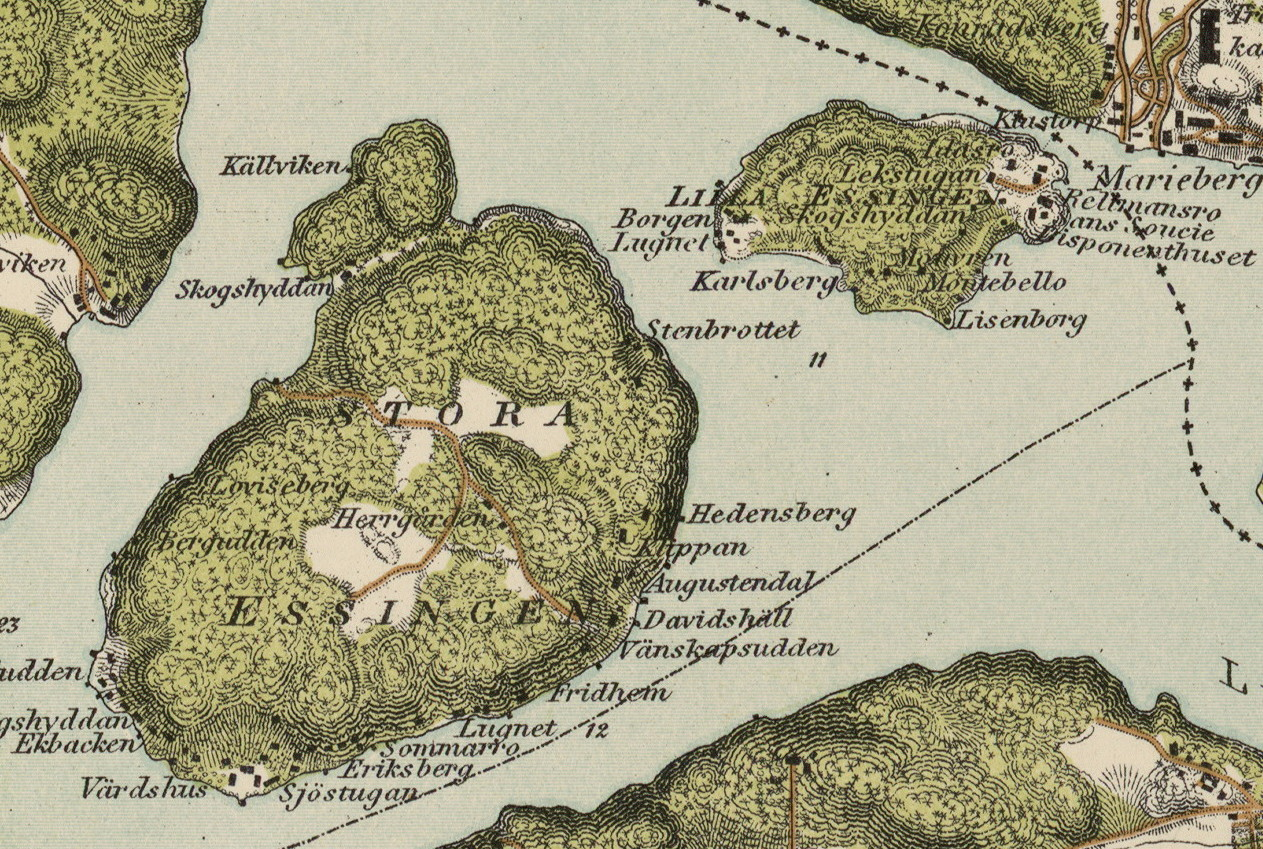
Stora och Lilla Essingen, 1861.
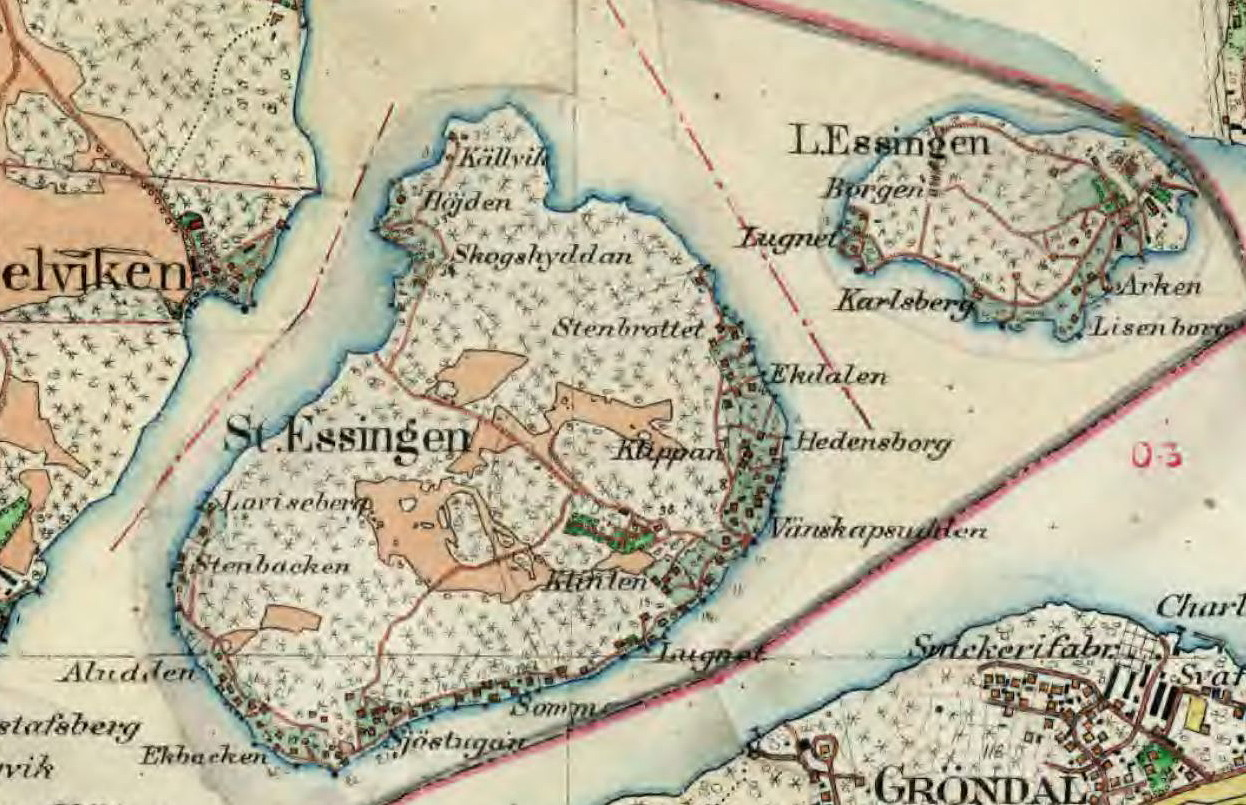
Stora och Lilla Essingen 1901-1906.
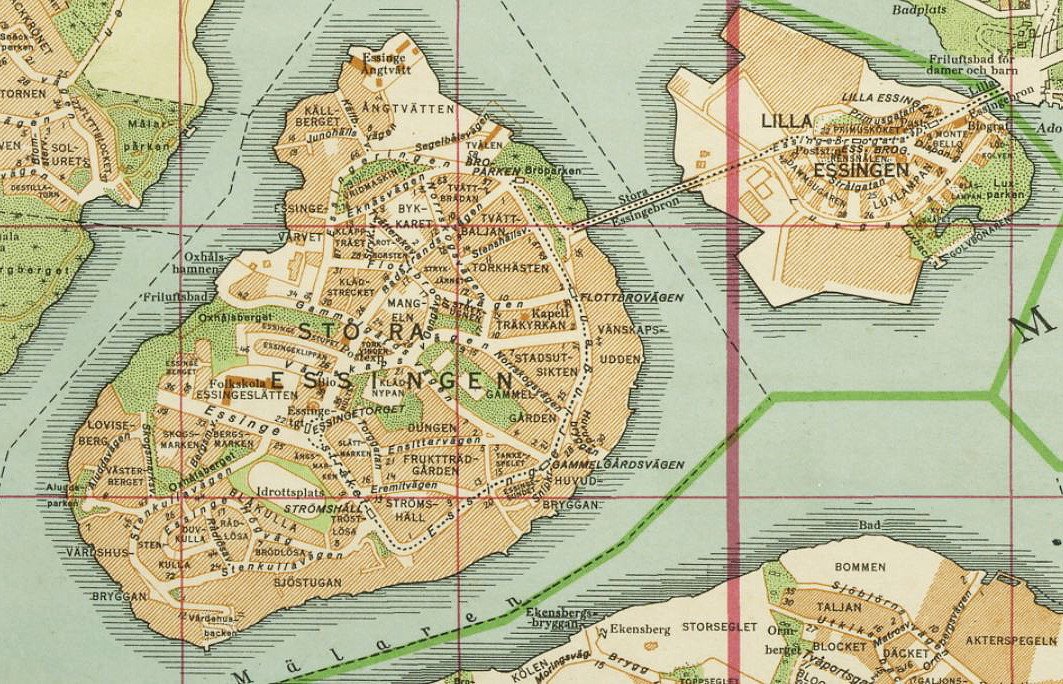
Stora och Lilla Essingen, 1944.